# Mayes C. Rubeo

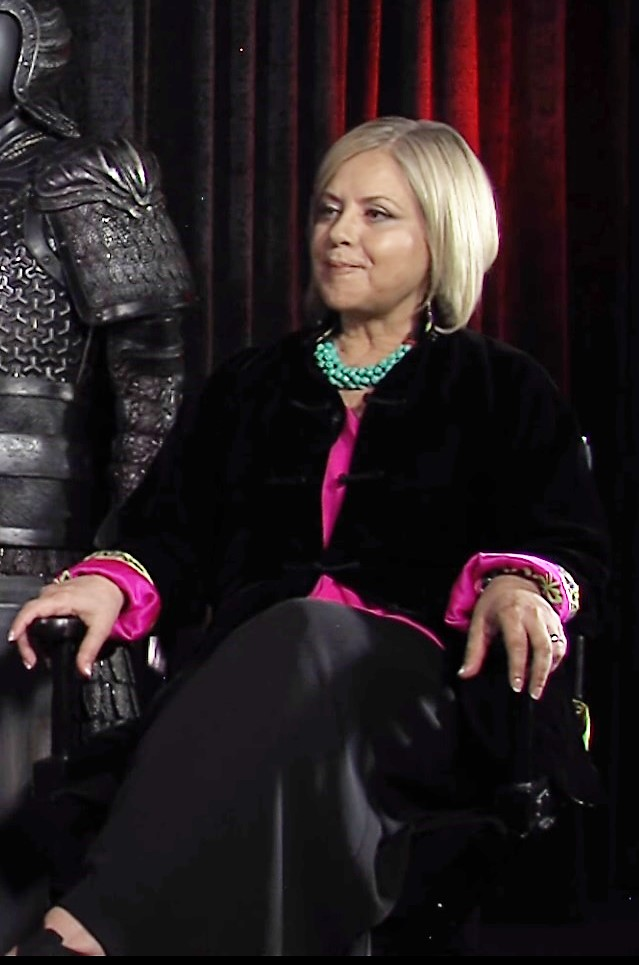
Mayes C. Rubeo

Mayes Castillero de Rubeo (* 1962 in Mexiko-Stadt) ist eine mexikanische Kostümbildnerin.

## Leben
Rubeo wurde 1962 in eine zwölfköpfige Familie geboren. In den 1980er Jahren ließ sie sich in Los Angeles nieder, wo sie als Assistentin in der Kostümabteilung verschiedener Filmproduktionen tätig war. Parallel absolvierte sie eine Ausbildung der Los Angeles Trade Tech und studierte später an der UCLA Extension und in Italien. Nach Abschluss ihrer Ausbildung erhielt sie eine Anstellung als Assistentin von Enrico Sabbatini.
Es folgten erste Arbeiten als Assistenz des Kostümbildners bei der Produktion von Filmen wie Talk Radio, Geboren am 4. Juli, Die totale Erinnerung – Total Recall oder Der Klient. 1996 engagierte Regisseur John Sayles sie als hauptverantwortliche Kostümbildnerin für seinen Film Hombres armados – Men With Guns. Es folgten weitere Aufträge für größere Produktionen. Ihren Durchbruch hatte sie 2006, als sie als Kostümbildnerin für Mel Gibsons Historiendrama Apocalypto engagiert wurde. Drei Jahre später arbeitete sie mit James Cameron an dessen Science-Fiction-Film Avatar – Aufbruch nach Pandora. Für diese Leistung wurde sie gemeinsam mit Deborah Lynn Scott für den Costume Designers Guild Award in der Kategorie  Excellence in Fantasy Film nominiert. Weitere große Projekte waren John Carter – Zwischen zwei Welten, World War Z oder Warcraft: The Beginning.
Bis zu dessen Tod 2011 war sie mit dem italienischen Filmausstatter Bruno Rubeo verheiratet. Aus der Ehe ging der Sohn Marco Rubeo hervor, der als Filmausstatter tätig ist.

## Filmografie (Auswahl)
- 1996: The Arrival – Die Ankunft (The Arrival)
- 1997: Hombres armados – Men With Guns (Men with Guns)
- 1999: Inferno
- 2001: Warden of Red Rock (Fernsehfilm)
- 2002: Fidel (Fernsehfilm)
- 2002: Land des Sonnenscheins – Sunshine State (Sunshine State)
- 2003: Casa de los babys
- 2004: The Quest – Jagd nach dem Speer des Schicksals (The Librarian – Quest for the Spear, Fernsehfilm)
- 2006: Apocalypto
- 2009: Dragonball Evolution
- 2009: Avatar – Aufbruch nach Pandora (Avatar)
- 2012: John Carter – Zwischen zwei Welten (John Carter)
- 2013: World War Z
- 2016: Warcraft: The Beginning (Warcraft)
- 2016: The Great Wall
- 2017: Thor: Tag der Entscheidung (Thor: Ragnarok)
- 2019: Jojo Rabbit
- 2021: WandaVision (Fernsehserie)
- 2022: Thor: Love and Thunder